# Сиикавирта, Эрна
Эрна Инари Каарина Сиикавирта (фин. Erna Inari Kaarina Siikavirta, родилась 8 октября 1977 в Эспоо) — финская певица и музыкант, известная по выступлениям в хеви-метал-группе Lordi.

## Музыкальная карьера
В 1997 году присоединилась к группе Lordi как клавишница, взяв псевдоним Enary. Через год она также получила приглашение сыграть на нескольких концертах Children of Bodom, временно заменяя Янне Вирмана. В том же году Эрна записала несколько песен специально для альбома Fallen Angel's Symphony немецкой группы «Ancient Ceremony». В 1999 году Эрна вошла также в состав группы «Sinergy» специально для концертов. Позднее она выступала в группах Grain (распалась в 2001 году), Meditation и Hymn For Christmas. В 2005 году по просьбе членов Lordi она покинула их группу и стала участницей коллектива «Deathlike Silence», который распался в 2010 году.

## Дискография
- Ancient Ceremony: Fallen Angel's Symphony (1998)
- Get Heavy (2002)
- The Monsterican Dream (2004)
- The Monster Show (2005,Сведённый альбом из «Get Heavy» и «Monsterican Dream» для продажи в Великобритании)
- Deathlike Silence: Vigor Mortis (2007)
- Deathlike Silence: Saturday Night Evil (2009)